# Itilleq
Itilleq [iˈtˢiɬːɜq] (nach alter Rechtschreibung Itivdleĸ) ist eine grönländische Siedlung im Distrikt Sisimiut in der Qeqqata Kommunia.

## Lage

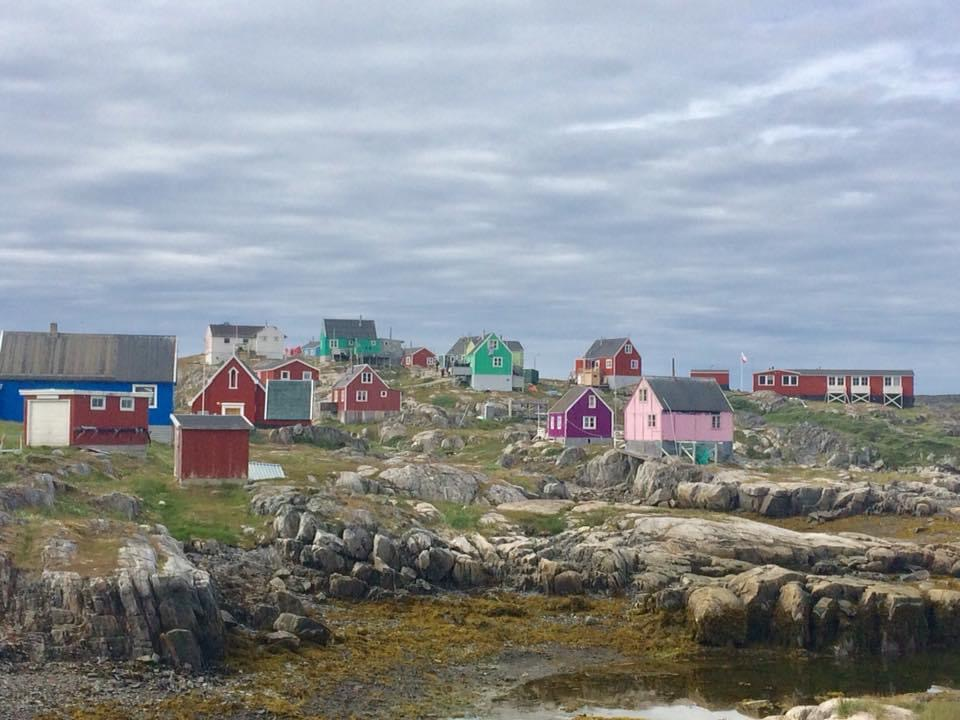
Itilleq (2017)

Itilleq liegt auf der Insel Itinninnguaq auf einer dem Festland vorgelagerten Inselgruppe. Im Norden verläuft der Fjord Kangerluarsunnguaq und im Süden der Itillip Ilua. Der nächstgelegene Ort ist der Kommunalhauptort Sisimiut 40 km nördlich.

## Geschichte
Itilleq wurde 1847 als Udsted gegründet. Dafür war 1846 das Haus aus Ukiivik, wo sich bis 1845 ein Udsted befunden hatte, nach Itilleq versetzt worden. 1850 gab es ein Wohnhaus und ein Speckhaus in Itilleq. Ursprünglich befand sich der Ort einen Kilometer weiter westlich.
Ab 1911 war Itilleq eine eigene Gemeinde im Kolonialdistrikt Holsteinsborg, der noch der Wohnplatz Saqqaq angehörte. Sie war Teil des 10. Landesratswahlkreises Südgrönlands.
1918 lebten 81 Menschen in Itilleq. Es gab einen kleinen See, aus dem das Trinkwasser genommen wurde, aber das Wasser wurde vergiftet, weil die Bewohner in dessen Zulauf die Toten bestatteten, sodass sie stattdessen das Wasser aus Erdlöchern nahmen. Die Bewohner lebten in elf grönländischen Wohnhäusern. Die aus dem Jahr 1895 stammende Wohnung für den Udstedsverwalter war ein Fachwerkgebäude mit Bretterverkleidung. Das Speckhaus von 1916 und das Proviantlager mit Laden aus dem Jahr 1848 waren ebenfalls aus Holz, während das Pulverhaus aus Stein gebaut war. Die 22 m² große Kapelle war nur 1,72 m hoch, aus Stein und sehr verfallen. In ihr arbeitete ein Katechet. Außerdem war auch eine Hebamme in Itilleq tätig. Es gab zwölf Jäger und  vier Fischer, die hauptsächlich von der Jagd auf Robben und Füchse sowie von der Fischerei lebten.
Frederik Olsen schlug 1930 in Grønlands Landsråd vor, dass Itilleq auf eine Insel weiter östlich versetzt werden sollte, da die Trinkwasser- und Heizmaterialversorgung sowie die Hafenverhältnisse zu schlecht waren. Der Vorschlag wurde angenommen und die Umsiedlung 1933 durchgeführt, nachdem sichergegangen worden war, dass die Bewohner einverstanden waren. Im selben Jahr wurde am neuen Ort ein neuer Laden gebaut und 1936 eine neue Wohnung für den Udstedsverwalter. Aus den Materialien der alten Kirche wurde ein Versammlungshaus gebaut. 1950 wurde Itilleq Teil der neuen Gemeinde Sisimiut. 1952 wurde eine Schule gebaut, die auch Sanitäreinrichtungen hatte. Für die Fischerei wurden mehrere Fischhäuser mit einer Gesamtfläche von 360 m² gebaut. 1952 betrug die Menge an gefangenem Dorsch 130 t bei 34 Fischern. 1954 wurden eine Hebammenwohnung und eine Werkstatt errichtet und 1956 eine Telestation. 1960 lebten bereits 246 Menschen in Itilleq. 1962 wurde die alte Kirche aus Uummannaq (Dundas) in Itilleq aufgebaut. Die alte Kirche wurde deswegen in einen Jugendklub umfunktioniert.
Seit 2009 ist Itilleq Teil der Qeqqata Kommunia.

## Infrastruktur und Versorgung
Der Hafen von Itilleq besteht aus einem Bootssteg für kleinere Boote und einem Kai für Versorgungsschiffe. Es existiert zudem ein Heliport zur Anbindung nach Sisimiut.
Über eine von Nukissiorfiit betriebene Meerwasserentsalzungsanlage wird der Ort mit Trinkwasser versorgt. Die Stromversorgung erfolgt über ein Dieselkraftwerk. Abwasser werden ins Meer und in den Boden entsorgt. Der Müll wird deponiert und verbrannt. TELE Greenland ist für die telekommunikative Anbindung zuständig.

## Bebauung

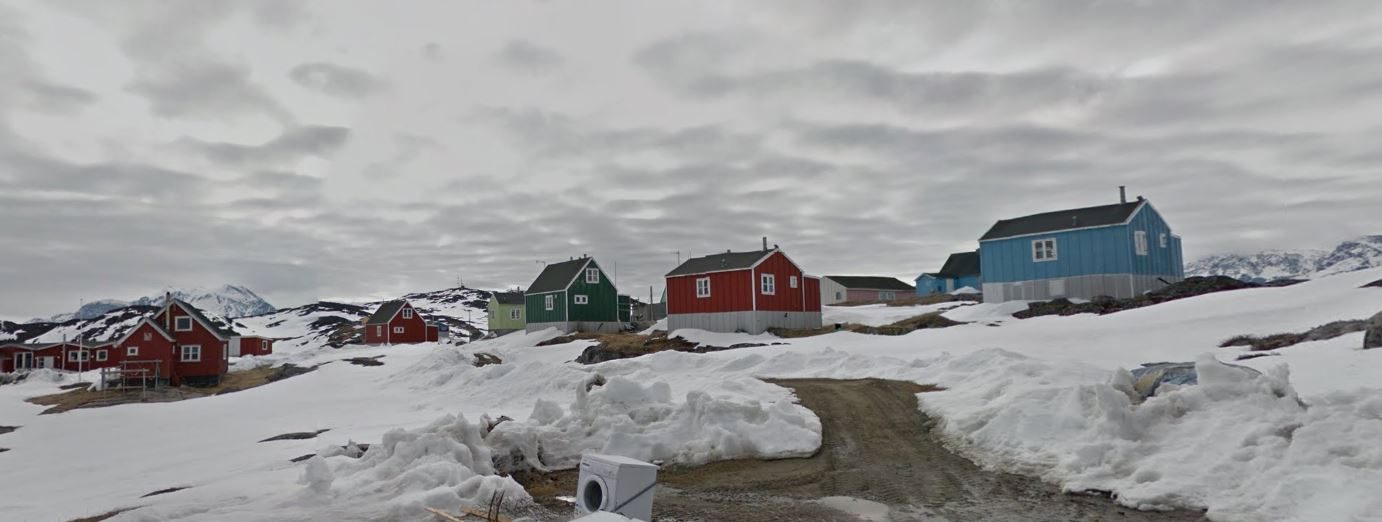
Itilleq (2017)

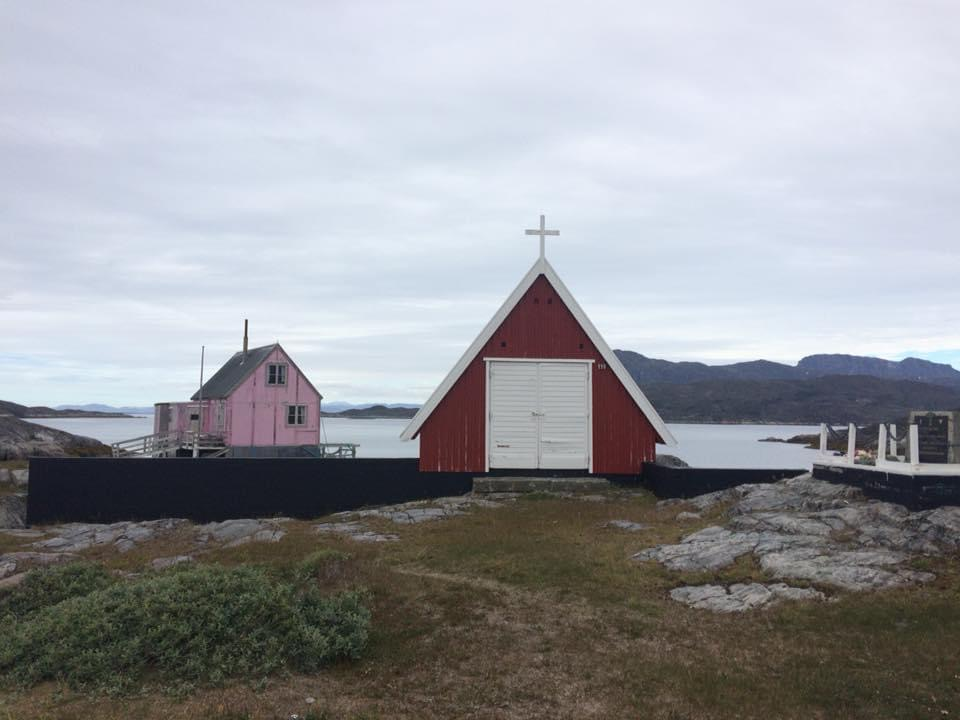
Kirche in Itilleq (2017)

In Itilleq gibt es drei Wohnungen für Senioren, einen Kindergarten und eine Schule. Dazu kommen eine Pilersuisoq-Filiale, ein Versammlungsgebäude, eine Kirche, ein Friedhof, ein Servicegebäude, eine Bibliothek, ein Fußballplatz und ein Spielplatz.
Die Gebäude in Itilleq sind teilweise noch aus der Gründerzeit. Geschützte Gebäude im Dorf sind unter anderem die alte Kirche von 1933 sowie die neue Kirche, die 1930 in Uummannaq (Dundas) errichtet worden war.

## Sport
Der 1987 gegründete Fußballverein IT-87 Itilleq nahm 2003 an der Grönländischen Fußballmeisterschaft teil.

## Söhne und Töchter
- Karl Mathiasen (1893–?), Landesrat
- Isak Davidsen (* 1953), Politiker (Siumut), Pastor und Propst
- Hans Enoksen (* 1956), Politiker (Partii Naleraq) und Premierminister

## Bevölkerungsentwicklung
Die Einwohnerzahl von Itilleq war viele Jahre mehr oder weniger konstant, geht aber seit 2012 stark zurück.